# Kevin Little
Kevin Little (Estados Unidos, 3 de abril de 1968) es un atleta estadounidense retirado especializado en la prueba de 200 m, en la que consiguió ser subcampeón mundial en pista cubierta en 1999.

## Carrera deportiva
En el Campeonato Mundial de Atletismo en Pista Cubierta de 1999 ganó la medalla de plata en los 200 metros, llegando a meta en un tiempo de 20.48 segundos, tras el namibio Frankie Fredericks (oro con 20.10 segundos que fue récord de los campeonatos) y el barbadense Obadele Thompson.